# Ligne Utsube
La ligne Utsube (内部線, Utsube-sen) est une ligne ferroviaire de la compagnie Yokkaichi Asunarou Railway située à Yokkaichi, dans la préfecture de Mie au Japon. Elle relie la gare d'Asunarou Yokkaichi à la gare d'Utsube.

## Histoire
La ligne a été ouverte le 6 octobre 1912 par le tramway de Mie (三重軌道).

## Caractéristiques

### Ligne
- Écartement : 762 mm
- Alimentation : 750 V par caténaire

### Services
La ligne est uniquement parcourue par des trains omnibus.

### Liste des gares
La ligne comporte 8 gares.
| Gare               | Nom japonais     | Distance depuis Asunarou Yokkaichi (km) | Correspondances                                        | Localisation |
| ------------------ | ---------------- | --------------------------------------- | ------------------------------------------------------ | ------------ |
| Asunarou Yokkaichi | あすなろう四日市 | 0                                       | Kintetsu : Nagoya, Yunoyama                            | Yokkaichi    |
| Akahori            | 赤堀             | 1,0                                     |                                                        | Yokkaichi    |
| Hinaga             | 日永             | 1,8                                     | Yokkaichi Asunarou Railway : Hachiōji (interconnexion) | Yokkaichi    |
| Minami-Hinaga      | 南日永           | 2,5                                     |                                                        | Yokkaichi    |
| Tomari (ja)        | 泊               | 3,6                                     |                                                        | Yokkaichi    |
| Oiwake (ja)        | 追分             | 4,3                                     |                                                        | Yokkaichi    |
| Ogoso              | 小古曽           | 5,0                                     |                                                        | Yokkaichi    |
| Utsube             | 内部             | 5,7                                     |                                                        | Yokkaichi    |